# Ribautodelphax pungens
Ribautodelphax pungens är en insektsart som först beskrevs av Ribaut 1953.  Ribautodelphax pungens ingår i släktet Ribautodelphax och familjen sporrstritar. Arten är reproducerande i Sverige. Inga underarter finns listade i Catalogue of Life.